# Cachopo
Cachopo is een plaats (freguesia) in de Portugese gemeente Tavira en telt 1024 inwoners (2001).